# Tacalito
Tacalito es una parroquia del Municipio Pedro Zaraza del estado Guárico  en Venezuela, siempre se le ha conocido con el nombre de Tacalito que en dialecto indígena significara, (patio grande), antiguamente era un caserío o sector rural, de la ciudad de Zaraza , y contaba con poco más de 800 habitantes, para el 2010, en su censo, denotó un crecimiento importante, ya que contaba con 3.763 habitantes y una variada comercialización de productos artesanales. Aunado a esto, cuenta con una escuela para nivel inicial y básico y un pequeño liceo. Actualmente Tacalito se considera la tercera parroquia del municipio, y tiene una población de 5.110 habitantes, en sus adyacencias y por la cercanía a la ciudad de Zaraza , está en construcción y desarrollo, un mega proyecto denominado “Ciudad Láctea Zaraza” una empresa de productos lácteas que sería filial de “Lácteos Los Andes” en los llanos orientales venezolanos. 
Tacalito se encuentra ubicado a cinco minutos de Zaraza, a las orillas de la Troncal del kilómetro 13 con sentido Valle de la Pascua .
- Datos: Q16637520